# Скеляр
Скеляр (Monticola) — рід горобцеподібних птахів родини мухоловкових (Muscicapidae). Представники цього роду мешкають в Європі, Азії і Африці. В Україні зустрічаються два представники цього роду — скеляр строкатий (Monticola saxatilis) і скеляр синій (Monticola solitarius).

## Опис
Скелярі — невеликі птахи, середня довжина яких становить 15-23 см, а вага 20-70 г. Їм притаманний статевий диморфізм. У самців верхня частина тіла переважно темно-сиза, а нижня частина тіла руда, оранжева або рудувато-коричнева. Самиці і молоді птахи мають переважно бурувате забарвлення. Скелярі живляться комахами та іншими дрібними безхребетними, а також ягодами. Вони гніздяться на землі, серед каміння або між корінням дерев, в кладці від 4 до 8 яєць. 

## Систематика
Раніше скелярів відносили до родини дроздових (Turdidae), однак за результатами низки молекулярно-генетичних досліджень вони були віднесені до мухоловкових.

## Види
Виділяють тринадцять видів:
- Камінчак білокрилий (Monticola semirufus)
- Скеляр бронзовокрилий (Monticola rupestris)
- Скеляр синьошиїй (Monticola explorator)
- Скеляр короткопалий (Monticola brevipes)
- Скеляр ангольський (Monticola angolensis)
- Скеляр строкатий (Monticola saxatilis)
- Скеляр малий (Monticola rufocinereus)
- Скеляр синій (Monticola solitarius)
- Скеляр рудочеревий (Monticola rufiventris)
- Скеляр білокрилий (Monticola cinclorhyncha)
- Скеляр білогорлий (Monticola gularis)
- Нагірник прибережний (Monticola imerina)
- Нагірник струмковий (Monticola sharpei)

### Викопні види
Також до роду Monticola включають викопний вид Monticola pongraczi, знайденого у пліоценових відкладеннях Угорщини.

## Етимологія
Наукова назва роду Monticola походить від сполучення слів лат. montis — гора і cola — житель.